# Jack Mercer
Winfield B. Mercer (Nova Iorque, 31 de janeiro de 1910 - Manhattan, 7 de dezembro de 1984), profissionalmente conhecido como Jack Mercer , foi um prolífico ator de voz, animador e escritor americano. Ele é mais conhecido como a voz dos personagens de desenhos animados Popeye the Sailor e Felix the Cat . Filho de artistas de vaudeville e da Broadway, também atuou em palcos de vaudeville e legítimos. Mercer forneceu várias vozes de apoio em Superman (1941-1942).[carece de fontes?]

## vida e carreira
Mercer começou seu trabalho em desenhos animados como um " intermediário ", um aprendiz de animador no Fleischer Studios. Mercer gostava de imitar vozes, incluindo um caso em que ele imitou a voz aguda e alta da esposa de um dos Fleischers depois que ele erroneamente pensou que ela havia deixado o estúdio.
Quando William Costello, a voz original do cartoon Popeye (1933–1935), tornou-se difícil de trabalhar, ele foi demitido. Mercer havia começado a imitar a interpretação de Costello do Popeye, e ele praticou até que sua voz "falhou" na medida certa e ele a dominou. Procurando um substituto para Costello, Lou Fleischer ouviu Mercer cantando a música do Popeye e deu a ele o trabalho de fazer a voz do Popeye. O primeiro desenho animado de Mercer foi Rei do Mardi Gras, em 1935 . Em 1974, ele participou de To Tell the Truth com Garry Moore.
Mercer continuou a dublar o marinheiro caolho para os Fleischers, para os desenhos animados da Paramount 's Famous Studios (1942–1957), para uma série de desenhos animados para a televisão para o King Features Syndicate e para um programa de desenho animado nas manhãs de sábado (1978-1983). por William Hanna e Joseph Barbera (assim como as falas para o segmento de abertura do filme de ação ao vivo ; o papel regular do filme, Popeye, foi interpretado por Robin Williams). Mercer também fez outras vozes de desenho animado, incluindo todas as vozes de uma série de Felix the Catdesenhos animados produzidos durante (1959-62). Mercer também fez as vozes de Wimpy; Poopdeck Pappy; Sobrinhos de Popeye; King Little; Twinkletoes, o pombo-correio; os desajeitados espiões Sneak, Snoop e Snitch em As viagens de Gulliver de Fleischer ; várias vozes, incluindo Mr. Bumble e Swat (a mosca), para Mister Bug Goes to Town, de Fleischer ; e o cientista louco em um dos desenhos animados do Fleischer Superman. A voz natural de Mercer era relativamente aguda para um homem, e ele era capaz de fazer algumas vozes femininas também.
Ele também foi regularmente escalado com Pinto Colvig (que dublado como Gabby da série de filmes Gabby).
Mercer também escreveu centenas de roteiros para várias séries de desenhos animados, incluindo uma série de episódios do Popeye, desenhos animados produzidos para a Paramount Pictures, Deputy Dawg e Milton the Monster.[carece de fontes?]

## Vida pessoal
A primeira esposa de Mercer foi Margie Hines, que dublou Olive Oyl de 1939 a 1944. Depois de se divorciar de Hines, ele se casou com sua segunda esposa Virginia Caroll, o casal permaneceu casado até a morte de Mercer em 1984.
Originalmente um residente da cidade de Nova York, Mercer mudou-se para Miami, Flórida, quando Fleischer Studios se mudou para lá em 1938. Depois que Famous Studios assumiu os desenhos animados Popeye, Mercer voltou para Nova York no início de 1944. No final dos anos 1970, ele viveu brevemente em Los Angeles, mas voltou para a cidade de Nova York para morar em Woodside, Queens.

## Morte
Ele morreu no Hospital Lenox Hill em Manhattan em 7 de dezembro de 1984, após problemas relacionados ao câncer de estômago.

## Filmografia

### Dublagem
| Ano       | Título                      | Função                                       | Notas                       |
| --------- | --------------------------- | -------------------------------------------- | --------------------------- |
| 1939      | As Viagens de Gulliver      | King Little                                  | Voz, sem créditos           |
| 1941      | Dumbo                       | Palhaços                                     | Voz, sem créditos           |
| 1941      | Sr. Bug vai para a cidade   | Sr. Bumble / Swat                            | Voz                         |
| 1963      | The New Casper Cartoon Show | Urso / Cegonha / Assustador                  | Voz, 2 episódios            |
| 1963-1964 | O Poderoso Hércules         | Newton / Daedalus / Teron / vozes adicionais | Voz, 12 episódios           |
| 1978-1983 | A nova hora do Popeye       | Popeye / Poopdeck Pappy / Pipeye / Peepeye   | Voz, papel recorrente       |
| 1980      | Popeye                      | Popeye - Prólogo Animado                     | Voz, (papel final no filme) |

### escritor
| Ano       | Título                | Notas                |
| --------- | --------------------- | -------------------- |
| 1942-1957 | Popeye                | Escritor de história |
| 1963      | The Deputy Dawg Show  | 2 episódios          |
| 1978      | Dinky Dog             | 16 episódios         |
| 1978-1981 | A nova hora do Popeye |                      |